# Spitzkopfkugelfische
Spitzkopfkugelfische (Canthigaster) sind eine Gattung der Kugelfische (Tetraodontidae). Sie leben im flachen Wasser der tropischen Korallenriffen des Indopazifiks und ernähren sich von allerlei bodenbewohnenden und sessilen wirbellosen Tieren. Jeweils eine Art kommen auch im tropischen westlichen Atlantik (C. rostrata), bei den Inseln Makaronesiens (C. capistrata), bei St. Helena und Ascension (C. sanctaehelenae) und an der Küste Westafrikas (C. supramacula) vor.

## Merkmale

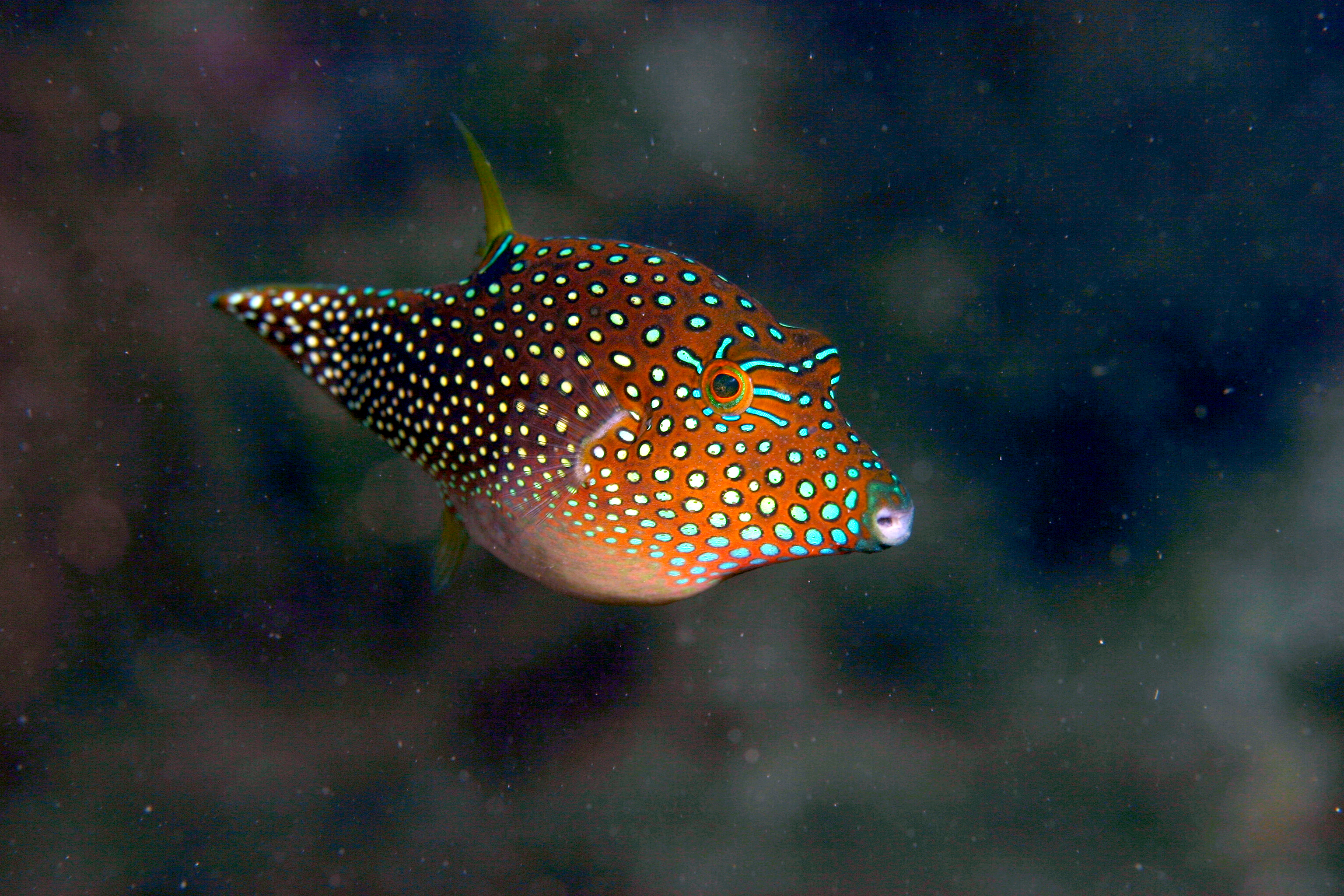
Aufgeblasener Canthigaster solandri

Spitzkopfkugelfische werden zwischen 5 und 31 Zentimetern lang. Ihr deutscher Name kommt von der lang und spitz ausgezogenen Schnauze. Ihr Körper ist im Unterschied zum drehrunden Querschnitte der übrigen Kugelfische, seitlich etwas abgeflacht (bei einigen Arten nur sehr wenig). Wie alle Kugelfische können sie sich bei Gefahr aufpumpen, indem eine kräftige Muskulatur ruckweise Wasser aus der Mundhöhle in eine bauchseitige, sackartige Erweiterung des Magens presst.
Spitzkopfkugelfische haben auf jeder Schnauzenseite nur eine einzelne äußere Nasenöffnung. Das Seitenlinienorgan ist unauffällig. Die kleinen Kiemenspalten enden unten auf der halben Höhe der Brustflossenbasis. Auf der Mittellinie der meist mit etlichen kleinen Stacheln bewehrten Bauchseite zeigen sie bei Erregung oder Missmut eine längslaufende, kielähnliche Falte.

## Etymologie
William Swainson gibt zu seinen neuen Gattungs- und Untergattungsbezeichnungen meist schlagwortartig diagnostische Merkmale an, die z. T. die Namen deuten (aber oft arge Druckfehler enthalten). Für die Tetraod[ont]inengattung Canthigaster
gibt er „Bauch mit Stacheln“ (γαστήρ „Bauch“) an. Daher müsste „canthi-“ von ἀκάνϑη (acanthe) „Stachel“ herkommen, was philologisch aber falsch ist – er (oder eventuell ein Gewährsmann) hielt das α- vielleicht für ein α intensivum (verstärkendes α), es ist hier jedoch Teil des Wortstammes (ἀκη). (Swainson verwendet öfters canth- für acanth-, z. B. in Platycanthus (heute Aracana), l.c.) Inhaltlich wäre die Ableitung von κάνϑις „Radreifen“ passender – es ist aber unwahrscheinlich, dass Swainson bereits die gelegentliche, bogige Längsfaltenbildung am lebenden Fisch (s. o.) beobachtet hat.- Jedenfalls bleibt die Deutung von Canthigaster etwas unsicher.

## Systematik
Spitzkopfkugelfische wurden in älteren Veröffentlichungen als eigenständige Familie (Canthigasteridae) klassifiziert und im deutschen als Krugfische bezeichnet. Heute gelten sie als monogenerische Unterfamilie der Kugelfische. In einer neueren phylogenetischen Untersuchung auf Grundlage der Sequenzierung des gesamten Mitochondriengenoms zeigte sich aber, dass sie tief innerhalb der zweiten, als Rundkopfkugelfische bezeichneten zweiten Unterfamilie stehen und die Abgrenzung der Unterfamilien somit zumindest nicht molekulargenetisch gestützt werden kann.

## Arten
Es gibt 37 Arten:

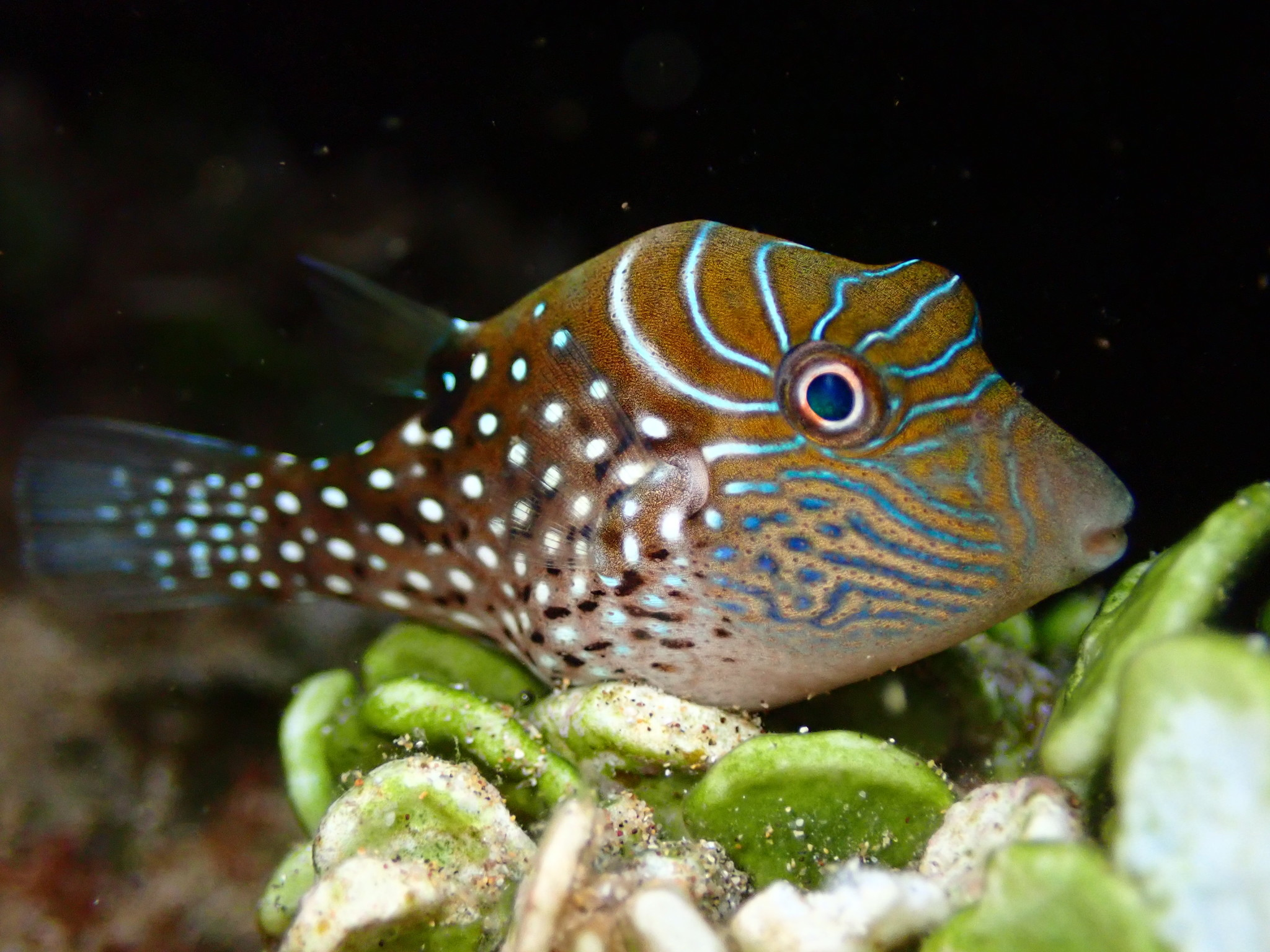
Ambon-Spitzkopfkugelfisch (Canthigaster amboinensis)

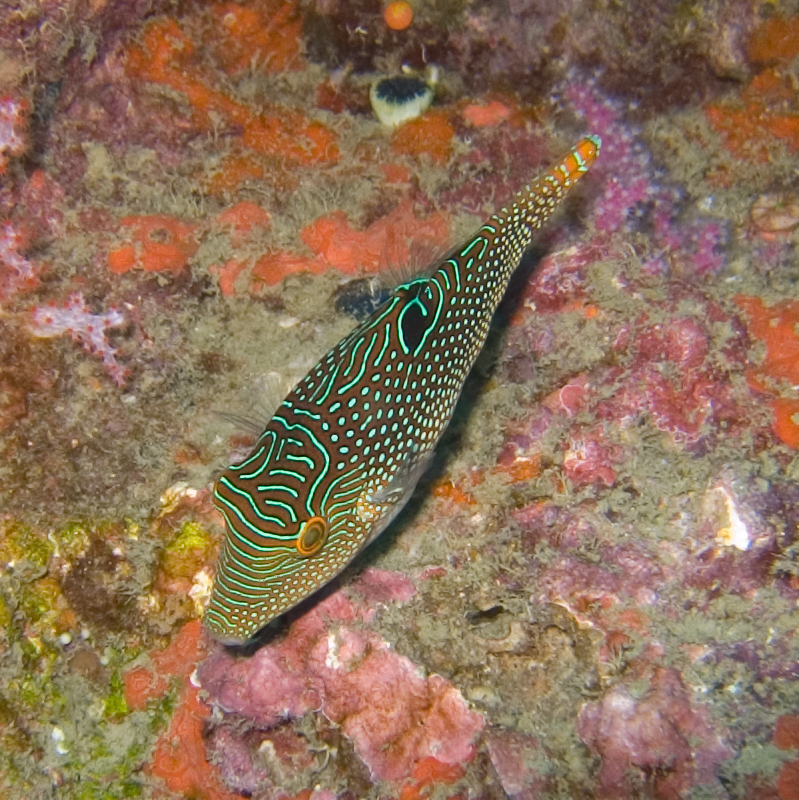
Canthigaster compressa

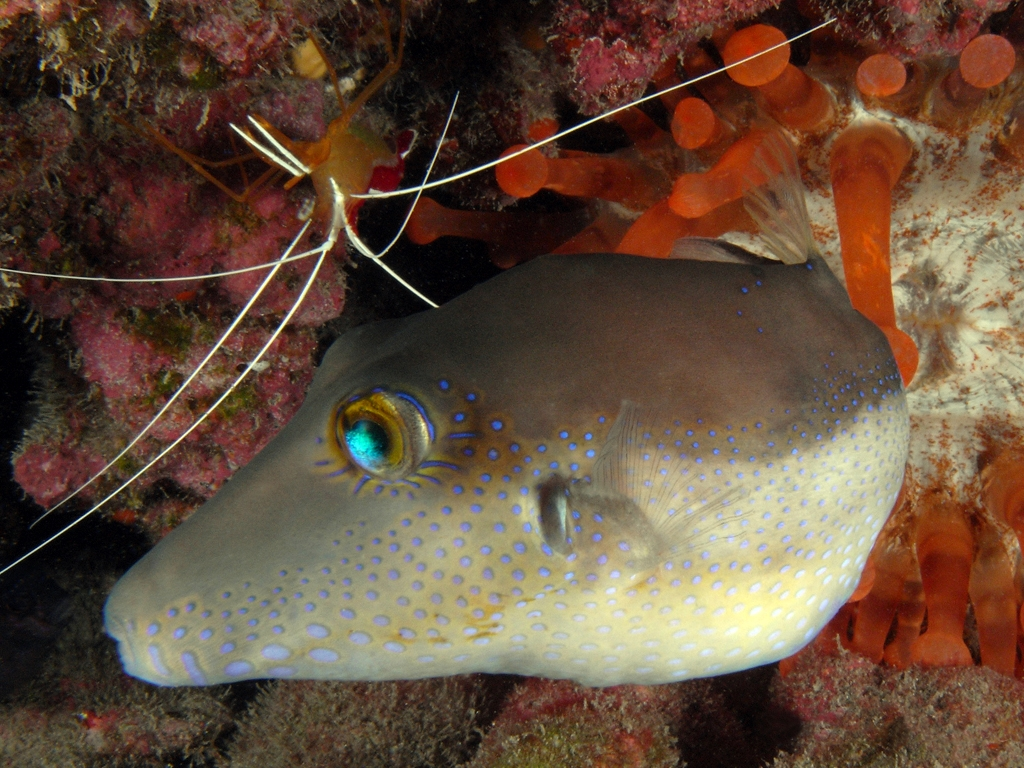
Canthigaster capistrata mit Putzergarnele

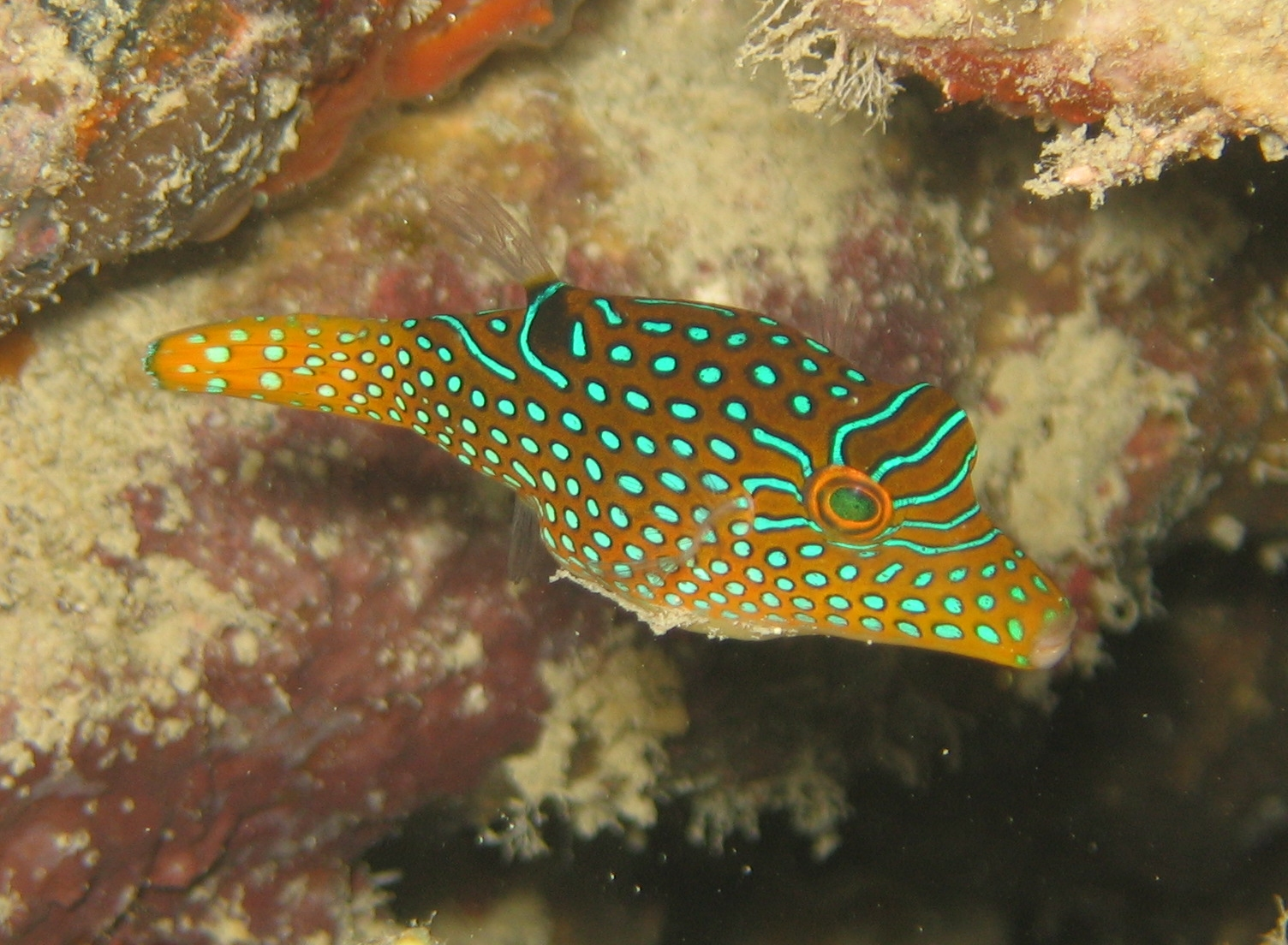
Canthigaster papua

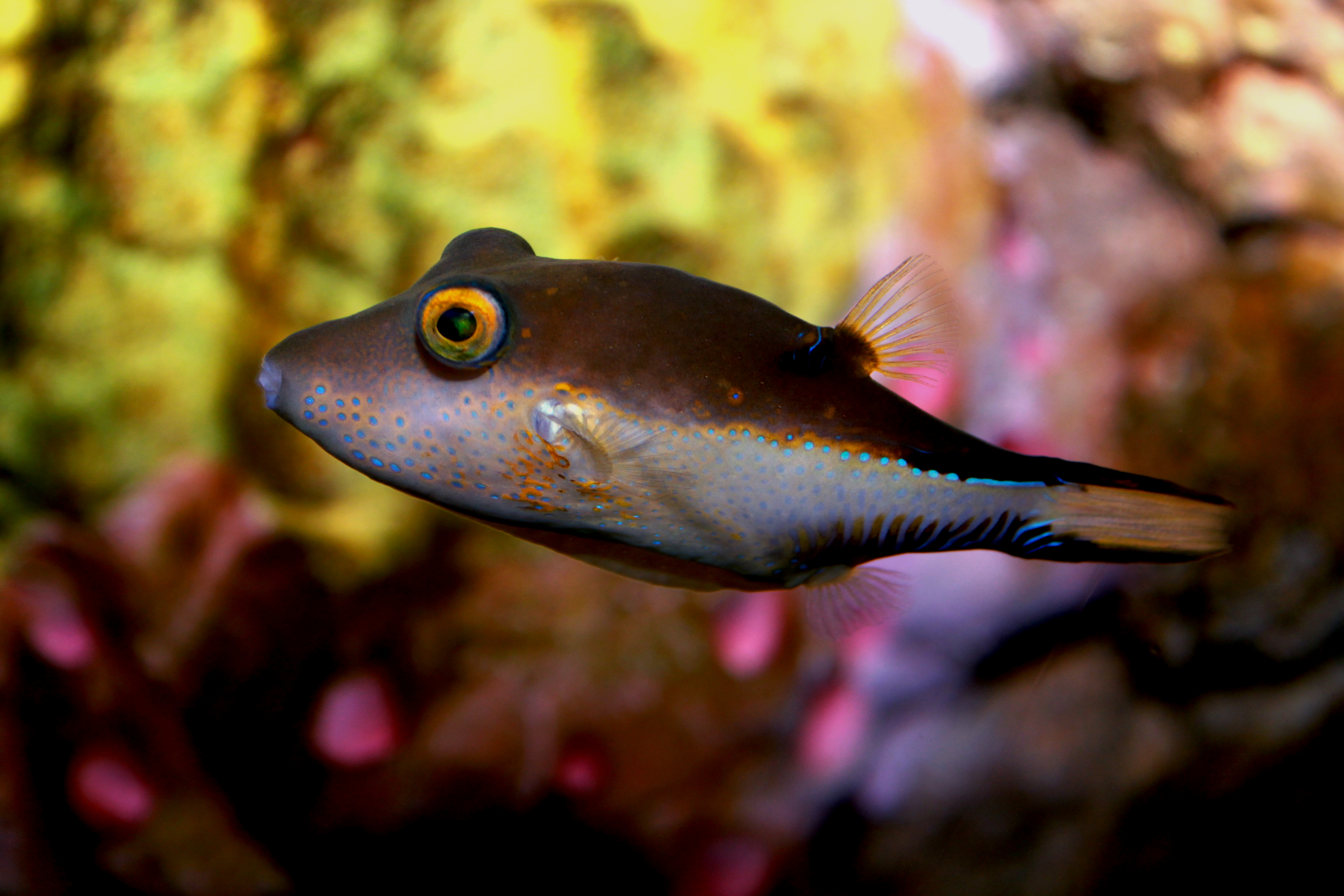
Canthigaster rostrata

- Ambon-Spitzkopfkugelfisch (Canthigaster amboinensis) (Bleeker, 1864)
- Canthigaster axiologus Whitley, 1931
- Bennetts Spitzkopfkugelfisch (Canthigaster bennetti) (Bleeker, 1854)
- Clown-Spitzkopfkugelfisch (Canthigaster callisterna) (Ogilby, 1889)
- Canthigaster capistrata (Lowe, 1839)
- Labyrinth-Spitzkopfkugelfisch (Canthigaster compressa) (Marion de Procé, 1822)
- Kronen-Spitzkopfkugelfisch (Canthigaster coronata) (Vaillant & Sauvage, 1875)
- Canthigaster criobe Williams, Delrieu-Trottin & Planes, 2012
- Canthigaster cyanetron Randall & Cea-Egaña, 1989
- Canthigaster cyanospilota Randall, Williams & Rocha, 2008
- Laternen-Spitzkopfkugelfisch (Canthigaster epilampra) (Jenkins, 1903)
- Canthigaster figueiredoi Moura & Castro, 2002
- Canthigaster flavoreticulata Matsuura, 1986
- Canthigaster inframacula Allen & Randall, 1977
- Canthigaster investigatoris (Annandale & Jenkins, 1910)
- Hawaii-Spitzkopfkugelfisch (Canthigaster jactator) (Jenkins, 1901)
- Canthigaster jamestyleri Moura & Castro, 2002
- Netz-Spitzkopfkugelfisch (Canthigaster janthinoptera) (Bleeker, 1855)
- Leopard-Spitzkopfkugelfisch (Canthigaster leoparda) Lubbock & Allen, 1979
- Perlen-Spitzkopfkugelfisch (Canthigaster margaritata) (Rüppell, 1829)
- Canthigaster marquesensis Allen & Randall, 1977
- Natal-Spitzkopfkugelfisch (Canthigaster natalensis) (Günther, 1870)
- Canthigaster ocellicincta Allen & Randall, 1977
- Papua-Spitzkopfkugelfisch (Canthigaster papua) (Bleeker, 1848)
- Canthigaster petersii (Bianconi, 1854)
- Canthigaster punctata Matsuura, 1992
- Gepunkteter Spitzkopfkugelfisch (Canthigaster punctatissima) (Günther, 1870)
- Zwerg-Spitzkopfkugelfisch (Canthigaster pygmaea) Allen & Randall, 1977
- Canthigaster rapaensis Allen & Randall, 1977
- Doppelband-Spitzkopfkugelfisch (Canthigaster rivulata) (Temminck & Schlegel, 1850)
- Karibik-Spitzkopfkugelfisch (Canthigaster rostrata) (Bloch, 1786)
- Canthigaster sanctaehelenae (Günther, 1870)
- Smith-Spitzkopfkugelfisch (Canthigaster smithae) Allen & Randall, 1977
- Augenfleck-Spitzkopfkugelfisch (Canthigaster solandri) (Richardson, 1845)
- Canthigaster supramacula Moura & Castro, 2002
- Tylers Spitzkopfkugelfisch (Canthigaster tyleri) Allen & Randall, 1977
- Sattel-Spitzkopfkugelfisch (Canthigaster valentini) (Bleeker, 1853)